# Telkakl
Telkakl est une presqu'île de l'État de Peleliu aux Palaos.

## Géographie
L'altitude maximale de l'île est de 10 mètres.
L'île est maintenant reliée à l' île Peleliu par un bras de terre afin de former le port sud de Peleliu.

## Climat
Le climat est tropical. La température indique moyenne est de 23 °C. Le mois le plus chaud est janvier avec une moyenne de 24 °C et le mois le plus froid est février avec une moyenne de 22 °C. Le pluviométrie s'élève à 4 356 millimètres par an. Le mois le plus pluvieux est le mois de juin, avec 605 millimètres de pluie, et le mois le moins pluvieux est le mois de mars, avec 204 millimètres de pluie.

## Sources
- (ceb) Cet article est partiellement ou en totalité issu de l’article de Wikipédia en cebuano intitulé « Telkakl » (voir la liste des auteurs).